# Sezon 2017/2018 w hokeju na lodzie
Sezon 2017/2018 w hokeju na lodzie to zestawienie rozgrywek reprezentacyjnych oraz klubowych w tej dyscyplinie sportu. W haśle zostały podane podia zawodów mistrzowskich, ligowych, pucharowych oraz turniejów towarzyskich.

## Rozgrywki reprezentacyjne
| Zawody                           | Miejsce i data                                 | Turniej                     | 1 miejsce            | 2 miejsce            | 3 miejsce                    | Źródło |
| -------------------------------- | ---------------------------------------------- | --------------------------- | -------------------- | -------------------- | ---------------------------- | ------ |
| Igrzyska Olimpijskie             | Pjongczang 9 – 25 lutego 2018                  | Kobiety                     | Stany Zjednoczone    | Kanada               | Finlandia                    |        |
| Igrzyska Olimpijskie             | Pjongczang 9 – 25 lutego 2018                  | Mężczyźni                   | Olimpijczycy z Rosji | Niemcy               | Kanada                       |        |
| Mistrzostwa Świata mężczyzn      | Kopenhaga, Herning 4 – 20 maja 2018            | Elita                       | Szwecja              | Szwajcaria           | Stany Zjednoczone            | [ 1 ]  |
| Mistrzostwa Świata mężczyzn      | Budapeszt 22 – 28 kwietnia 2018                | I Dywizja Grupa A           | Wielka Brytania      | Włochy               | Kazachstan                   |        |
| Mistrzostwa Świata mężczyzn      | Kowno 22 – 28 kwietnia 2018                    | I Dywizja Grupa B           | Litwa                | Japonia              | Estonia                      |        |
| Mistrzostwa Świata mężczyzn      | Tilburg 23 – 29 kwietnia 2018                  | II Dywizja Grupa A          | Holandia             | Australia            | Serbia                       |        |
| Mistrzostwa Świata mężczyzn      | Grenada 14 – 20 kwietnia 2018                  | II Dywizja Grupa B          | Hiszpania            | Nowa Zelandia        | Izrael                       |        |
| Mistrzostwa Świata mężczyzn      | Kapsztad 16 – 22 kwietnia 2018                 | III Dywizja                 | Gruzja               | Bułgaria             | Turcja                       |        |
| Mistrzostwa Świata mężczyzn      | Sarajewo 25 – 28 lutego 2018                   | Kwalifikacje III Dywizja    | Turkmenistan         | Bośnia i Hercegowina | Zjednoczone Emiraty Arabskie |        |
| Mistrzostwa Świata kobiet        | Vaujany 8 – 14 kwietnia 2018                   | I Dywizja Grupa A           | Francja              | Austria              | Węgry                        |        |
| Mistrzostwa Świata kobiet        | Asiago 8 – 14 kwietnia 2018                    | I Dywizja Grupa B           | Włochy               | Korea Południowa     | Łotwa                        |        |
| Mistrzostwa Świata kobiet        | Maribor 31 marca – 6 kwietnia 2018             | II Dywizja Grupa A          | Holandia             | Wielka Brytania      | Korea Północna               |        |
| Mistrzostwa Świata kobiet        | Valdemoro 17 – 23 marca 2018                   | II Dywizja Grupa B          | Hiszpania            | Chińskie Tajpej      | Islandia                     |        |
| Mistrzostwa Świata kobiet        | Sofia 4 – 9 grudnia 2018                       | Kwalifikacje do II Dywizji  | Chorwacja            | Belgia               | Południowa Afryka            |        |
| Mistrzostwa Świata Juniorów      | Buffalo 26 grudnia 2017 – 5 stycznia 2018      | Elita                       | Kanada               | Szwecja              | Stany Zjednoczone            |        |
| Mistrzostwa Świata Juniorów      | Courchevel, Méribel 10 – 16 grudnia 2017       | I Dywizja Grupa A           | Kazachstan           | Łotwa                | Niemcy                       |        |
| Mistrzostwa Świata Juniorów      | Bled 9 – 15 grudnia 2017                       | I Dywizja Grupa B           | Norwegia             | Polska               | Słowenia                     |        |
| Mistrzostwa Świata Juniorów      | Dumfries 10 – 16 grudnia 2017                  | II Dywizja Grupa A          | Japonia              | Korea Południowa     | Wielka Brytania              |        |
| Mistrzostwa Świata Juniorów      | Belgrad 10 – 16 stycznia 2018                  | II Dywizja Grupa B          | Hiszpania            | Serbia               | Chorwacja                    |        |
| Mistrzostwa Świata Juniorów      | Sofia 22 -28 stycznia 2018                     | III Dywizja                 | Izrael               | Chiny                | Bułgaria                     |        |
| Mistrzostwa Świata Juniorów      | Kapsztad 5 – 7 lutego 2018                     | Kwalifikacje do III Dywizji | Południowa Afryka    | Chińskie Tajpej      | Miejsca nie przyznano        |        |
| Mistrzostwa Świata Juniorów U-18 | Magnitogorsk, Czelabińsk 19 – 29 kwietnia 2018 | Elita                       |                      |                      |                              |        |
| Mistrzostwa Świata Juniorów U-18 | Ryga 2 – 8 kwietnia 2018                       | I Dywizja Grupa A           |                      |                      |                              |        |
| Mistrzostwa Świata Juniorów U-18 | Kijów 14 – 20 kwietnia 2018                    | I Dywizja Grupa B           |                      |                      |                              |        |
| Mistrzostwa Świata Juniorów U-18 | Tallinn 1 – 7 kwietnia 2018                    | II Dywizja Grupa A          |                      |                      |                              |        |
| Mistrzostwa Świata Juniorów U-18 | Zagrzeb 24 – 30 marca 2018                     | II Dywizja Grupa B          |                      |                      |                              |        |
| Mistrzostwa Świata Juniorów U-18 | Erzurum 26 marca – 1 kwietnia 2018             | III Dywizja Grupa A         |                      |                      |                              |        |
| Mistrzostwa Świata Juniorów U-18 | Queenstown 26 – 28 kwietnia 2018               | III Dywizja Grupa B         |                      |                      |                              |        |
| Mistrzostwa Świata Juniorek      | Dmitrow 6 – 13 stycznia 2018                   | Elita                       | Stany Zjednoczone    | Szwecja              | Kanada                       |        |
| Mistrzostwa Świata Juniorek      | Asiago 8 – 14 stycznia 2018                    | I Dywizja Grupa A           | Japonia              | Słowacja             | Włochy                       |        |
| Mistrzostwa Świata Juniorek      | Katowice 6 – 12 stycznia 2018                  | I Dywizja Grupa B           | Dania                | Francja              | Polska                       |        |
| Mistrzostwa Świata Juniorek      | Meksyk 30 stycznia – 4 lutego 2018             | Kwalifikacje do I Dywizji   |                      |                      |                              |        |
| Azjatycki Puchar Challenge IIHF  | Manila 3- 8 kwietnia 2018                      | Top Dywizja mężczyzn        |                      |                      |                              |        |
| Azjatycki Puchar Challenge IIHF  | Kuala Lumpur 24 – 30 marca 2018                | I Dywizja mężczyzn          |                      |                      |                              |        |
| Azjatycki Puchar Challenge IIHF  | Kuala Lumpur 8- 11 marca 2018                  | Top Dywizja kobiet          |                      |                      |                              |        |
| Azjatycki Puchar Challenge IIHF  | Kuala Lumpur 6-9 marca 2018                    | I Dywizja kobiet            |                      |                      |                              |        |
| Azjatycki Puchar Challenge IIHF  | Kuala Lumpur 12-17 grudnia 2017                | U20                         | Malezja              | Kirgistan            | Zjednoczone Emiraty Arabskie |        |

### Euro Hockey Tour
| Zawody                                  | Miejsce i data                                                                           | 1 miejsce | 2 miejsce | 3 miejsce | Źródło |
| --------------------------------------- | ---------------------------------------------------------------------------------------- | --------- | --------- | --------- | ------ |
| Karjala Cup                             | Helsinki (Finlandia), Örebro (Szwecja) oraz Biel/Bienne (Szwajcaria) 8–12 listopada 2017 | Finlandia | Rosja     | Szwecja   |        |
| Channel One Cup                         | Moskwa (Rosja) oraz Praga (Czechy) 13–17 grudnia 2017                                    | Rosja     | Finlandia | Czechy    |        |
| Czech Hockey Games                      | Pardubice (Czechy) oraz Jarosław (Rosja) 19–22 kwietnia 2018                             | Czechy    | Finlandia | Szwecja   |        |
| Sweden Hockey Games                     | Sztokholm i Södertälje (Szwecja) oraz Helsinki (Finlandia) 26–29 kwietnia 2018           | Finlandia | Szwecja   | Rosja     |        |
| Klasyfikacja generalna Euro Hockey Tour | Klasyfikacja generalna Euro Hockey Tour                                                  | Finlandia | Czechy    | Rosja     |        |

### Turnieje towarzyskie
| Zawody                | Miejsce i data                                  | 1 miejsce | 2 miejsce | 3 miejsce | Źródło |
| --------------------- | ----------------------------------------------- | --------- | --------- | --------- | ------ |
| EIHC Francja          | Cergy 9 – 11 listopada 2017                     | Łotwa     | Białoruś  | Słowenia  |        |
| EIHC Austria          | Innsbruck 9 – 11 listopada 2017                 | Dania     | Norwegia  | Austria   |        |
| EIHC Węgry            | Budapeszt 10 – 12 listopada 2017                | Polska    | Japonia   | Węgry     |        |
| EIHC Norwegia         | Hamar 14 – 16 grudnia 2017                      | Rosja     | Słowacja  | Norwegia  |        |
| EIHC Dania            | Herning, Silkeborg, Aalborg 15 – 17 lutego 2018 |           |           |           |        |
| EIHC Polska           | Katowice 16 – 18 lutego 2018                    |           |           |           |        |
| Deutschland Cup       | Augsburg 10 – 12 listopada 2017                 | Rosja     | Słowacja  | Niemcy    |        |
| Euro Hockey Challenge | kwiecień – maj 2018                             |           |           |           |        |

## Rozgrywki klubowe

### Europejskie puchary
| Rozgrywki            | Miejsce i data                      | Triumfator    | Finalista          | Brązowy medalista                       | Źródło |
| -------------------- | ----------------------------------- | ------------- | ------------------ | --------------------------------------- | ------ |
| Liga Mistrzów        | 24 sierpnia 2017 – 6 lutego 2018    |               |                    | Bílí tygři Liberec/ HC Oceláři Trzyniec |        |
| Puchar Kontynentalny | 29 września 2017 – 14 stycznia 2018 | Junost' Mińsk | Nomad Astana       | Sheffield Steelers                      |        |
| Puchar Spenglera     | 26 – 31 grudnia 2017                | Team Canada   | Team Switzerland   | HC Mountfield                           |        |
| Puchar Tatrzański    | 17–20 sierpnia 2017                 | HC Koszyce    | Les Aigles de Nice | Junost' Mińsk                           |        |

### Rozgrywki ligowe mężczyzn – pierwszy poziom
W przypadku niejednorodnego składu państwowego rozgrywek podane zostały flagi pochodzenia krajowego drużyn.
| Rozgrywki            | Trofeum         | Data                    | Triumfator            | Finalista              | Źródło |
| -------------------- | --------------- | ----------------------- | --------------------- | ---------------------- | ------ |
| NHL                  | Puchar Stanleya | 04.10.2017 – 07.04.2018 |                       |                        |        |
| KHL                  | Puchar Gagarina | 21.08.2017 – 22.04.2018 | Ak Bars Kazań         | CSKA Moskwa            |        |
| Wysszaja Liga        | –               | 09.09.2017 – 16.04.2018 | Arłan Kokczetaw       | Nomad Astana           |        |
| Open Liga            | –               | 06.09.2017 – 06.04.2018 | HK Nioman Grodno      | Junost' Mińsk          |        |
| Mistrzostwa Ukrainy  | –               | 08.09.2017 – 28.03.2018 | Donbas Donieck        | HK Krzemieńczuk        |        |
| Polska Hokej Liga    | –               | 10.09.2017 – 29.03.2018 | GKS Tychy             | KH Tauron GKS Katowice |        |
| Tipsport extraliga   | –               | 2017 – 2018             |                       |                        |        |
| Tipsport extraliga   | –               | 2017 – 2018             |                       |                        |        |
| Meistriliiga         | –               | 2017 – 2018             |                       |                        |        |
| Optibet hokeja līgas | –               | 09.09.2017 – 21.02.2018 | HK Kurbads            | HK Zemgale/LLU         |        |
| Ekstraliga           | –               | 04.10.2017 – 22.03.2018 | SC Energija Elektreny | Kowno Hockey           |        |
| Liiga                | Kanada-malja    | 08.09.2017 – 10.03.2018 |                       |                        |        |
| SHL                  | Puchar Le Mata  | 16.09.2017 – 2018       |                       |                        |        |
| GET-ligaen           | –               | 08.09.2017 – 2018       |                       |                        |        |
| Metal Ligaen         | –               | 08.09.2017 – 2018       |                       |                        |        |
| Ekstraklasa          | –               | 08.09.2017 – 2018       |                       |                        |        |
| EIHL                 | –               | 2017 – 2018             |                       |                        |        |
| Ekstraliga           | –               | Liga rozwiązana         | Liga rozwiązana       | Liga rozwiązana        |        |
| DEL                  | –               | 2017 – 2018             |                       |                        |        |
| EBEL                 | –               | 2017 – 2018             |                       |                        |        |
| NLA                  | –               | 2017 – 2018             |                       |                        |        |
| Eredivisie           | –               | 2017 – 2018             |                       |                        |        |
| Eredivisie           | –               | Liga rozwiązana         | Liga rozwiązana       | Liga rozwiązana        |        |
| Ligue Magnus         | Puchar Magnusa  | 2017 – 2018             |                       |                        |        |
| Serie A              | –               | 2017 – 2018             |                       |                        |        |
| Superliga            | –               | 2017 – 2018             |                       |                        |        |
| MOL Liga             | –               | 2017 – 2018             |                       |                        |        |
| Ekstraliga           | –               | Liga rozwiązana         | Liga rozwiązana       | Liga rozwiązana        |        |
| Narodowa Liga        | –               | 2017 – 2018             |                       |                        |        |
| Ekstraliga           | –               | 2017 – 2018             |                       |                        |        |
| Ekstraliga           | –               | 2017 – 2018             |                       |                        |        |
| Ekstraliga           | –               | 2017 – 2018             |                       |                        |        |
| Ekstraliga           | –               | 2017 – 2018             |                       |                        |        |
| Ekstraliga           | –               | Liga rozwiązana         | Liga rozwiązana       | Liga rozwiązana        |        |